# Juan Bautista Pina
Juan Bautista Pina, född 19 juli 1907, var en argentinsk friidrottare. Han deltog vid olympiska sommarspelen 1928.